# Diamante megye
Diamante egy megye Argentínában, Entre Ríos tartományban. A megye székhelye Diamante.

## Települések
Önkormányzatok és települések (Municipios)
- Diamante
- General Ramírez
- Aldea Valle María
- Libertador San Martín